# Wolfgang Fuhr
Wolfgang Fuhr (* 1966 in Stetten am kalten Markt) ist ein deutscher Jazzmusiker (Tenor- und Sopransaxophon, Komposition).

## Leben und Wirken
Fuhr studierte nach dem Abitur am Bonner  Aloisiuskolleg seit 1985 Musik an der Hochschule für Musik und darstellende Kunst Graz und an der Hochschule für Musik und Tanz Köln. Peter Herbolzheimer holte ihn ins Bundesjazzorchester.
Fuhr spielte in der Franckband (Dufte!) und mit Werner Neumann, Volker Heinze und Roland Höppner im Quartett Double You. Mit seinem eigenen Quartett legte er 1994 sein Debütalbum unter eigenem Namen vor. Nach einem dreijährigen Intermezzo als IT-Trainer bei einem bundesweiten Verkehrsunternehmen kehrte er zum Jazz zurück. Mit seinem Bruder Dietmar Fuhr und Florian Ross bildete er das Trio 120, das seit 2008 drei Alben veröffentlichte.
Fuhr arbeitet als Instrumentalist, Komponist, Arrangeur und Produzent. Als Komponist schrieb er Werke für Saxophon und Streichquartett und Orchester. Als Theatermusiker war er engagiert an den Schauspielhäusern in Bochum und Bonn, der Oper Düsseldorf, dem Grenzlandtheater Aachen und der Württembergischen Landesbühne Esslingen, deren Schauspielmusik er leitet. Seit 2008 ist er Inhaber der Plattenfirma Fuhrwerk-Musik in Esslingen am Neckar. Er ist auch auf Alben von Gee Hye Lee, Amy Antin, Matthias Petzold, Daniel Prandl und den Fuhr Brothers zu hören, weiter auf den Alben The Sound of Places und Earth Talk des Gitarristen Pedro Madaleno, die in Portugal 2005 ausgezeichnet wurden. 
Fuhr ist Dozent für Musikproduktion, Komposition und Digitale Audiotechnik an der media Akademie – Hochschule Stuttgart.

## Preise und Auszeichnungen
Fuhr kam 2010 mit dem Trio 120 beim Neuen Deutschen Jazzpreis auf den zweiten Platz. 